# Alexander Skarsgård
Alexander Johan Hjalmar Skarsgård (* 25. srpna 1976, Stockholm, Švédsko) je švédský herec, syn herce Stellana Skarsgårda. S herectvím začal v sedmi letech, ale ve 13 letech skončil. Po službě ve švédském námořnictvu se vrátil k herectví a získal svou první roli v americké komedii Zoolander (2001). Ztvárnil Brada Colberta v minisérii Generation Kill (2008) a průlomovou rolí se pro něj stal upír Eric Northman v seriálu Pravá krev (2008–2014).
Poté, co se objevil ve filmech jako Melancholia (2011), Bitevní loď (2012) a Legenda o Tarzanovi (2016), ztvárnil roli násilného manžela Perryho Wrighta v dramatickém seriálu Sedmilhářky (2017–2019), za nějž obdržel cenu Emmy, Zlatý glóbus, Critics' Choice Television Award a Cenu Sdružení filmových a televizních herců. Poté se objevil ve filmech Srážka s láskou (2019), Godzilla vs. Kong (2021), Přebíhání (2021), Seveřan (2022) a Infinity Pool (2023), minisérii The Stand (2020–2021) a ztvárnil technologického magnáta Lukase Matssona v dramatickém seriálu Boj o moc (2021–2023), za který obdržel dvě nominace na cenu Emmy a jednu nominaci na Zlatý glóbus.

## Život
Skarsgård se narodil ve švédském Stockholmu jako nejstarší syn herce Stellana Skarsgårda a jeho první ženy, lékařky My. Jeho rodiče jsou rozvedení. Má pět mladších sourozenců: Gustafa, Sama, Billa, Eiju a Valtera a dva nevlastní bratry z otcova druhého manželství, Ossiana a Kolbjörna. Gustaf, Bill a Valter jsou taktéž herci.
Kamarád jeho otce, který byl režisér, dal Alexanderovi jeho první filmovou roli, když mu bylo sedm let. Hrál Kalla Nubba ve snímku Åke och hans värld. V roce 1989 ho ve Švédsku proslavila hlavní role v televizním filmu Hunden som log. Tím, že byl uznáván, se ale cítil nepříjemně a od herectví na dalších sedm let odešel.
V devatenácti letech se přihlásil na národní vojenskou službu. Sloužil ve švédské armádě po osmnáct měsíců, v jednotce, která se zabývala bojem proti sabotáži a terorismu na stockholmském souostroví. Po ukončení své služby v roce 1996 opustil Švédsko a šest měsíců navštěvoval Leeds Metropolitan University v Anglii. Zapsal se ke studiu angličtiny, ale přiznává, že se moc neučil.
Po sedmi letech začal znovu zvažovat herectví. V roce 1997 se přihlásil na divadelní kurz na Marymount Manhattan College a přestěhoval se do New Yorku. Po šesti měsících se vrátil opět do Stockholmu, ale čas strávená nad studiem divadla mu dokázal, že chce hrát.

## Kariéra
Po svém návratu do Švédska začal brát práci ve filmu, televizi i divadelních představeních. Během dovolené ve Spojených státech se přihlásil na konkurz na roli Meekuse ve filmu Zoolander a roli získal. V roce 2003 mu práce na filmu Kouzlo psa přinesla nominaci na cenu Guldbagge v kategorii nejlepší herec ve vedlejší roli. Pětkrát byl jmenován nejpřitažlivějším Švédem.

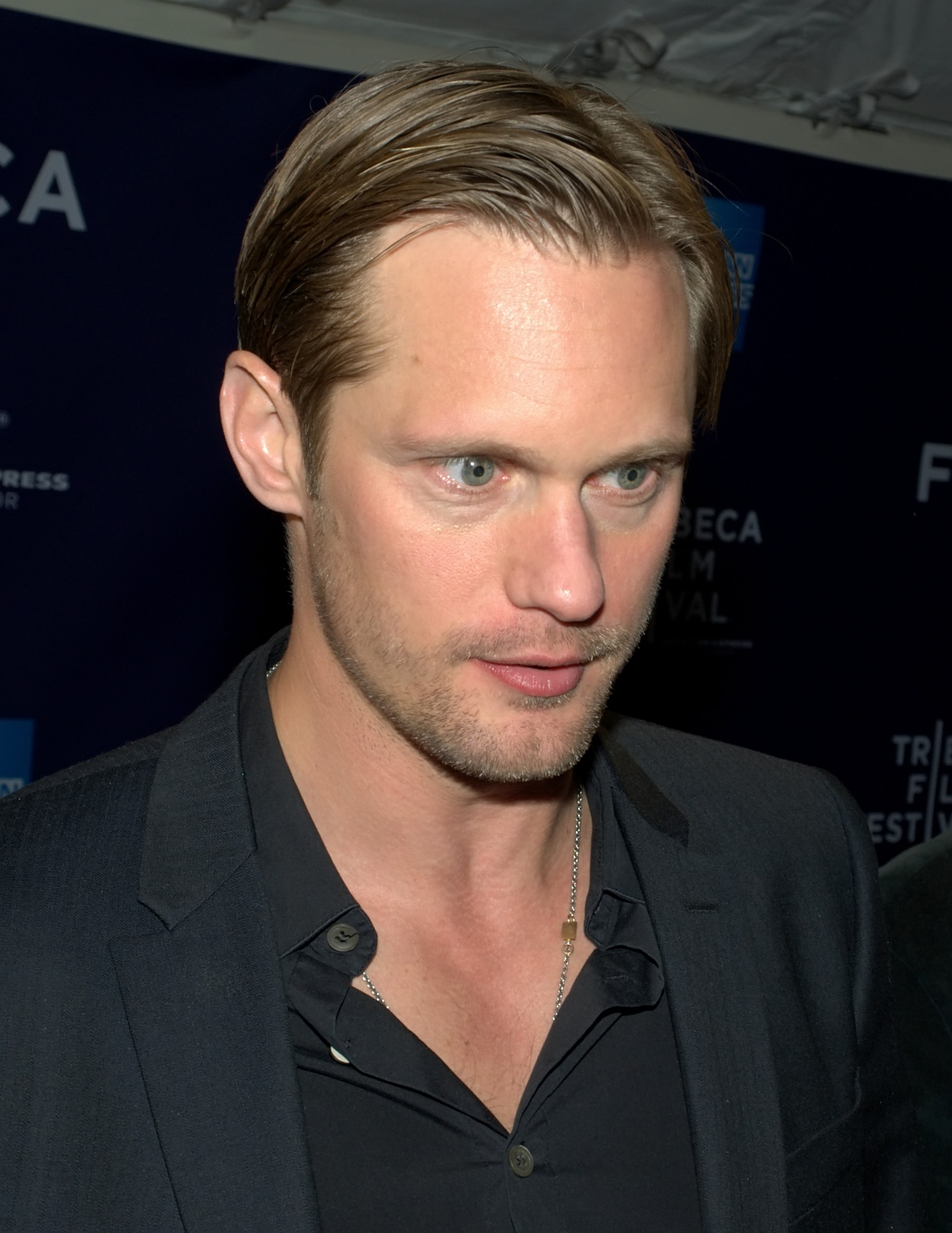
Skarsgård v roce 2010 na Filmovém festivalu Tribecca

V roce 2004 se přestěhoval do Los Angeles, ale pokračoval s prací ve Švédsku. Jeho herecký průlom přišel, když byl obsazen do role seržanta Brada „Icemana“ Colberta v kritiky oceňované minisérii Generation Kill z produkce HBO. Jedná se o adaptaci stejnojmenné knihy od novináře Evana Wrighta a sleduje první průzkumný prapor americké námořní pěchoty během rané fáze války v Iráku. Role Brada Colberta byla nejblíže ke „hlavní postavě“ seriálu. Režisérka Susanna White a výkonný producent David Simon se zpočátku neshodli ohledně obsazení Skarsgårda. White ho chtěla obsadit, ale Simon nebyl přesvědčený, že přesvědčivě zvládne americký přízvuk. Po čtyřech konkurzech ve třech městech se Skarsgård roli naučil pouhých 36 hodin před tím, než měl nastoupit do letadla do Namibie, kde se projekt natáčel. Herci a tvůrci filmovali sedm měsíců v poušti, šest dní v týdnu. Skarsgård pracoval s hlasovým poradcem, aby zvládl americký přízvuk.
Těsně před odletem na natáčení Generation Kill se Skarsgård doslechl o Pravé krvi, připravovaném seriálu, který vytváří HBO na základě románů od Charlaine Harris. Zpočátku byl nejistý ohledně hraní upíra, ale když se dozvěděl, že za projektem stojí Alan Ball, tvůrce seriálu Odpočívej v pokoji a držitel Oscara za film Americká krása, tak poslal nahrávku na konkurz. Ucházel se o roli Billa Comptona, kterou nakonec získal Stephen Moyer. Skarsgård byl později obsazen jako Eric Northman, tisíciletý vikinský upír, majitel baru a potenciální milostný zájem pro hlavní hrdinku Sookie Stackhouse. Seriál skončil v srpnu 2014 po sedmi odvysílaných sériích.
V roce 2009 se objevil ve videoklipu popové zpěvačky Lady Gaga, s názvem Paparazzi. Namluvil roli Stefana v animovaném filmu Metropie. V roce 2010 ztvárnil roli Terjeho, homosexuálního Nora putujícího k severnímu pólu, v britském snímku Beyond the Pole.
Tvůrce obleků Hickey Freeman si vybral Skarsgårda jako tvář své nové kolekce z roku 2010. Annie Leibovitzová fotografovala tuto reklamní kampaň, která se objevila v The Wall Street Journal Magazine, GQ a Details. V září 2010 se objevil na obálce časopisu Rolling Stone spolu se svými kolegy z Pravé krve, Annou Paquin a Stephenem Moyerem.
V roce 2011 se objevil ve dvou filmech, Melancholii, katastrofickém snímku režiséra Larse von Triera v hlavních rolích s Kirsten Dunst, Charlotte Gainsbourg a Kieferem Sutherlandem a dále jako Charlie Venner ve Strašácích remaku stejnojmenného filmu z roku 1971.
V role 2012 jsme ho mohli vidět v jedné z hlavních rolí v akčním snímku Bitevní loď po boku Taylora Kitsche a Liama Neesona. Též se objevil ve filmu What Maisie Knew, filmové adaptaci stejnojmenné novely od Henryho Jamese. Ve filmu se vedle něj objevili ještě například Julianne Moore a Steve Coogan. V roce 2016 vytvořil titulní roli ve snímku Legenda o Tarzanovi, Jane ztvárnila herečka Margot Robbie.

## Osobní život
Je fanouškem švédského fotbalu a podporuje Hammarby IF, klub založený v jeho rodném městě Stockholm. V říjnu 2010 se zúčastnil „podpory Bajen“ tím, že daroval několik položek, které podepsal a dal je do dražby, aby vybral peníze právě pro fotbalový klub Hammarby.
V červenci 2011 získal čestný titul z Leeds Metropolitan University, kde dříve studoval. Přibližně v tu samou dobu se rozešel s herečkou Kate Bosworth, se kterou chodil dva roky.
Sám sebe považuje za feministu.

## Filmografie

### Film
| Rok  | Název                         | Role                  | Poznámky                                              |
| ---- | ----------------------------- | --------------------- | ----------------------------------------------------- |
| 1984 | Åke och hans värld            | Kalle Nubb            |                                                       |
| 1989 | Hunden som log                | Jojjo                 |                                                       |
| 1999 | Happy End                     | Bamse Viktorsson      |                                                       |
| 2000 | Kouzlo psa                    | Micke                 |                                                       |
| 2000 | Potápěč                       | Ingmar                |                                                       |
| 2000 | Ztraceni beze stopy           | Anders                |                                                       |
| 2000 | Vingar av glas                | Johan                 |                                                       |
| 2001 | Drakarna över Helsingfors     | Robin Åström          |                                                       |
| 2001 | Zoolander                     | Meekus                |                                                       |
| 2004 | Hjärtslag                     | pilot                 |                                                       |
| 2005 | Som man bäddar...             | Nisse                 |                                                       |
| 2005 | Poslední výsadek              | poručík Jergen Voller |                                                       |
| 2005 | O Sáře                        | Kalle Öberg           |                                                       |
| 2006 | Nikdy můj                     | Christopher           |                                                       |
| 2006 | Kill Your Darlings            | Geert                 |                                                       |
| 2006 | Východisko                    | Fabian von Klerking   |                                                       |
| 2007 | Järnets änglar                | Stefan                |                                                       |
| 2009 | Metropie                      | Stefan                | dabing                                                |
| 2009 | Beyond the Pole               | Terje                 |                                                       |
| 2010 | Spolehni se                   | Alex                  |                                                       |
| 2010 | 13                            | Jack                  |                                                       |
| 2011 | Strašáci                      | Charlie Venner        |                                                       |
| 2011 | Melancholia                   | Michael               |                                                       |
| 2012 | Bitevní loď                   | velitel Stone Hopper  | nominace: Zlatá malina za nejhorší obsazení na plátně |
| 2013 | Co všechno věděla Maisie      | Lincoln               |                                                       |
| 2013 | Odpojit                       | Derek                 |                                                       |
| 2013 | The East                      | Benji                 |                                                       |
| 2014 | Dárce                         | Jonasův otec          |                                                       |
| 2015 | Deník puberťačky              | Monroe Rutherford     |                                                       |
| 2015 | Hidden                        | Ray                   |                                                       |
| 2016 | Legenda o Tarzanovi           | Tarzan / John Clayton |                                                       |
| 2016 | Proti všem                    | Terry Monroe          |                                                       |
| 2016 | Zoolander No. 2               | Adam                  |                                                       |
| 2018 | Mute                          | Leo Beiler            |                                                       |
| 2018 | Hold the Dark                 | Vernon Sloane         |                                                       |
| 2018 | Operace kolibřík              | Anton Zaleski         |                                                       |
| 2019 | Srážka s láskou               | ministr James Steward |                                                       |
| 2019 | The Kill Team                 | seržant Deeks         |                                                       |
| 2019 | Zraněná srdce                 | Stefan Lubert         |                                                       |
| 2020 | Godzilla vs. Kong             | Nathan Lind           |                                                       |
| 2020 | Přebíhání                     | John Bellew           |                                                       |
| 2022 | Seveřan                       | Amleth                |                                                       |
| 2023 | Lee: Fotografka v první linii | Roland Penrose        |                                                       |

### Televize
| Rok        | Název                                | Role                          | Poznámky                     |
| ---------- | ------------------------------------ | ----------------------------- | ---------------------------- |
| 1987       | Idag röd                             | Fred                          |                              |
| 1999       | Vita lögner                          | Marcus Englund                | 10 dílů                      |
| 2000       | Den D - střihačův sestřih            | Lisin nevlastní syn           | vydáno jako film v roce 2001 |
| 2000       | Judith                               | Ante Lindström                |                              |
| 2005       | Zjevení                              | Gunnar Eklind                 |                              |
| 2006       | Cuppen                               | Micke                         | televizní film               |
| 2007       | Leende guldbruna ögon                | zpěvák z Boogey Knights       |                              |
| 2008       | Generation Kill                      | Brad „Iceman“ Colbert         | limitovaný seriál, 7 dílů    |
| 2008–2014  | Pravá krev                           | Eric Northman                 | hlavní role, 76 dílů         |
| 2013       | Nahoru a dolů                        | dospělý Toby Powers           | díl: „Chapter 29“            |
| 2017–dosud | Sedmilhářky                          | Perry Wright                  | limitovaný seriál, 14 dílů   |
| 2018–2023  | Boj o moc                            | Lukas Matsson                 | třetí a čtvrtá řada          |
| 2018       | Drunk History                        | James Dunn                    | díl: „Heroines“              |
| 2018       | The Little Drummer Girl              | Joseph (Jose) Becker / Michel | limitovaný seriál, 6 dílů    |
| 2019       | On Becoming a God in Central Florida | Travis Stubbs                 | díl: „The Stinker Thinker“   |
| 2020       | The Stand                            | Randall Flagg                 |                              |

### Režie
| Rok  | Název           | Poznámky                            |
| ---- | --------------- | ----------------------------------- |
| 2003 | To Kill a Child | Spolu s ním režíroval Björne Larson |

### Videoklipy
| Rok  | Videoklip                    | Role          |
| ---- | ---------------------------- | ------------- |
| 2009 | „Paparazzi“ od Lady Gaga     | přítel        |
| 2013 | „Free Your Mind“ od Cut Copy | vedoucí kultu |

## Ocenění a nominace
| Rok  | Ocenění                                     | Film              | Kategorie                                                                                       | Výsledek  |
| ---- | ------------------------------------------- | ----------------- | ----------------------------------------------------------------------------------------------- | --------- |
| 2003 | Filmový festival Odense                     | Att Döda Ett Barn | Grand Prix                                                                                      | vítězství |
| 2003 | Filmový festival Odense                     | Att Döda Ett Barn | Cena tisku                                                                                      | vítězství |
| 2003 | Guldbagge Awards                            | Kouzlo psa        | Nejlepší herec ve vedlejší roli                                                                 | nominace  |
| 2009 | Scream Award                                | Pravá krev        | Nejlepší zloduch                                                                                | vítězství |
| 2009 | Satellite Award                             | Pravá krev        | Nejlepší televizní obsazení                                                                     | vítězství |
| 2010 | Cena Sdružení filmových a televizních herců | Pravá krev        | Nejlepší výkon obsazení dramatického seriálu                                                    | nominace  |
| 2010 | Cena Saturn                                 | Pravá krev        | Nejlepší televizní herec ve vedlejší roli                                                       | nominace  |
| 2010 | NewNowNext Awards                           | Pravá krev        | Nový herec                                                                                      | nominace  |
| 2010 | Scream Award                                | Pravá krev        | Nejlepší výkon v televizi                                                                       | nominace  |
| 2010 | Scream Award                                | Pravá krev        | Nejlepší hororový herec                                                                         | vítězství |
| 2011 | Teen Choice Awards                          | Pravá krev        | Nejlepší upír                                                                                   | nominace  |
| 2011 | Scream Award                                | Pravá krev        | Nejlepší hororový herec                                                                         | vítězství |
| 2011 | Scream Award                                | Pravá krev        | Nejlepší obsazení                                                                               | vítězství |
| 2012 | Robert Award                                | Melancholia       | Nejlepší herec ve vedlejší roli                                                                 | nominace  |
| 2012 | Fangoria Chainsaw Awards                    | Strašáci          | Nejlepší herec ve vedlejší roli                                                                 | nominace  |
| 2017 | Cena Emmy                                   | Sedmilhářky       | nejlepší herec ve vedlejší roli v limitovaném seriálu nebo televizní filmu                      | vítězství |
| 2017 | Critics' Choice Television Awards           | Sedmilhářky       | nejlepší herec ve vedlejší roli v televizním filmu/minisérii                                    | vítězství |
| 2017 | Dorian Awards                               | Sedmilhářky       | nejlepší herec v televizním seriálu                                                             | nominace  |
| 2017 | Empire Awards                               | Sedmilhářky       | nejlepší herec v televizním seriálu                                                             | nominace  |
| 2017 | Gold Derby Awards                           | Sedmilhářky       | nejlepší herec v televizním filmu/minisérii                                                     | vítězství |
| 2017 | Online Film & Television Association Awards | Sedmilhářky       | nejlepší herec ve vedlejší roli ve filmu nebo limitovaném seriálu                               | nominace  |
| 2017 | Satellite Awards                            | Sedmilhářky       | nejlepší herec ve vedlejší roli – seriál, minisérie, televizní film                             | nominace  |
| 2017 | Cena Sdružení filmových a televizních herců | Sedmilhářky       | nejlepší herec v minisérii nebo televizním filmu                                                | vítězství |
| 2017 | Zlatý glóbus                                | Sedmilhářky       | nejlepší herec ve vedlejší roli v televizním seriálu, televizní minisérii nebo televizním filmu | vítězství |